# Eisenhower-Doktrin

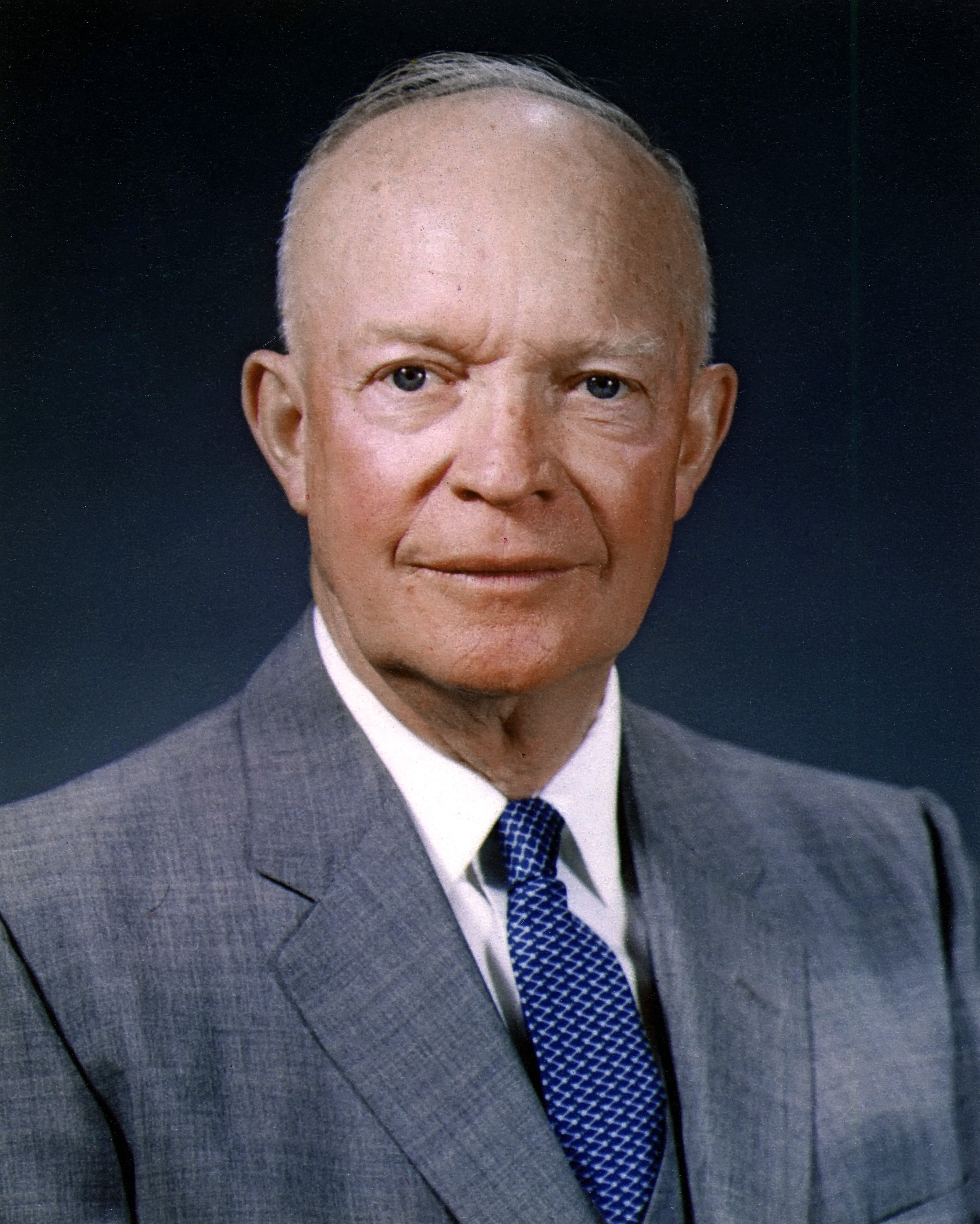
US-Präsident Dwight D. Eisenhower (1959)

Die Eisenhower-Doktrin war eine am 5. Januar 1957 vom damaligen US-amerikanischen Präsidenten Dwight D. Eisenhower erlassene politische Leitlinie. Sie besagte, die USA würden überall und mit allen zur Verfügung stehenden Mitteln (also auch der Verwendung von Atomwaffen) prowestliche Regimes vor kommunistischer Unterwanderung oder einer Bedrohung durch die Sowjetunion schützen.
Die Doktrin wurde als Reaktion auf die Sueskrise formuliert, die zu einem Ende der westlichen Dominanz im arabischen Raum geführt hatte. Der arabische Nationalismus war auf Unabhängigkeit und Souveränität der arabischen Staaten aus, was von den USA mit  kommunistischen Tendenzen gleichgesetzt wurde.
Zweimal wandte die USA die Eisenhower-Doktrin an: Im April 1957 unterstützte eine US-Flotte den jordanischen König Hussein I, als dieser gegen die eigene Regierung putschte, um eine Annäherung Jordaniens an die Sowjetunion zu verhindern. In der Libanonkrise (Juli bis September 1958) kamen US-Truppen dem christlichen Staatspräsidenten Camille Chamoun zu Hilfe, der eine Einverleibung der damals einzigen pluralistischen Demokratie in der arabischen Welt durch die Vereinigte Arabische Republik, die bereits unter der Führung Nassers Syrien und Ägypten vereinigt hatte, durch muslimische Aufständische im Libanon verhindern wollte. 
Die Popularität Nassers in der arabischen Welt und der Zusammenschluss Syriens und Ägyptens zur Vereinigten Arabischen Republik 1958 bedeutete einen Rückschlag für Eisenhowers Politik im Nahen Osten. 
Die Eingriffe der USA in die Politik der Region lösten in der arabischen Bevölkerung zudem eine Ablehnung der Vereinigten Staaten aus.
Beim Besuch des sowjetischen Ministerpräsidenten Nikita Sergejewitsch Chruschtschow in den USA im September 1959 schwenkten er und Eisenhower auf einen Koexistenzkurs der beiden Machtblöcke um. Im gleichen Jahr wurde die Eisenhower-Doktrin formell aufgegeben.